# Tín ngưỡng dân gian Trung Hoa

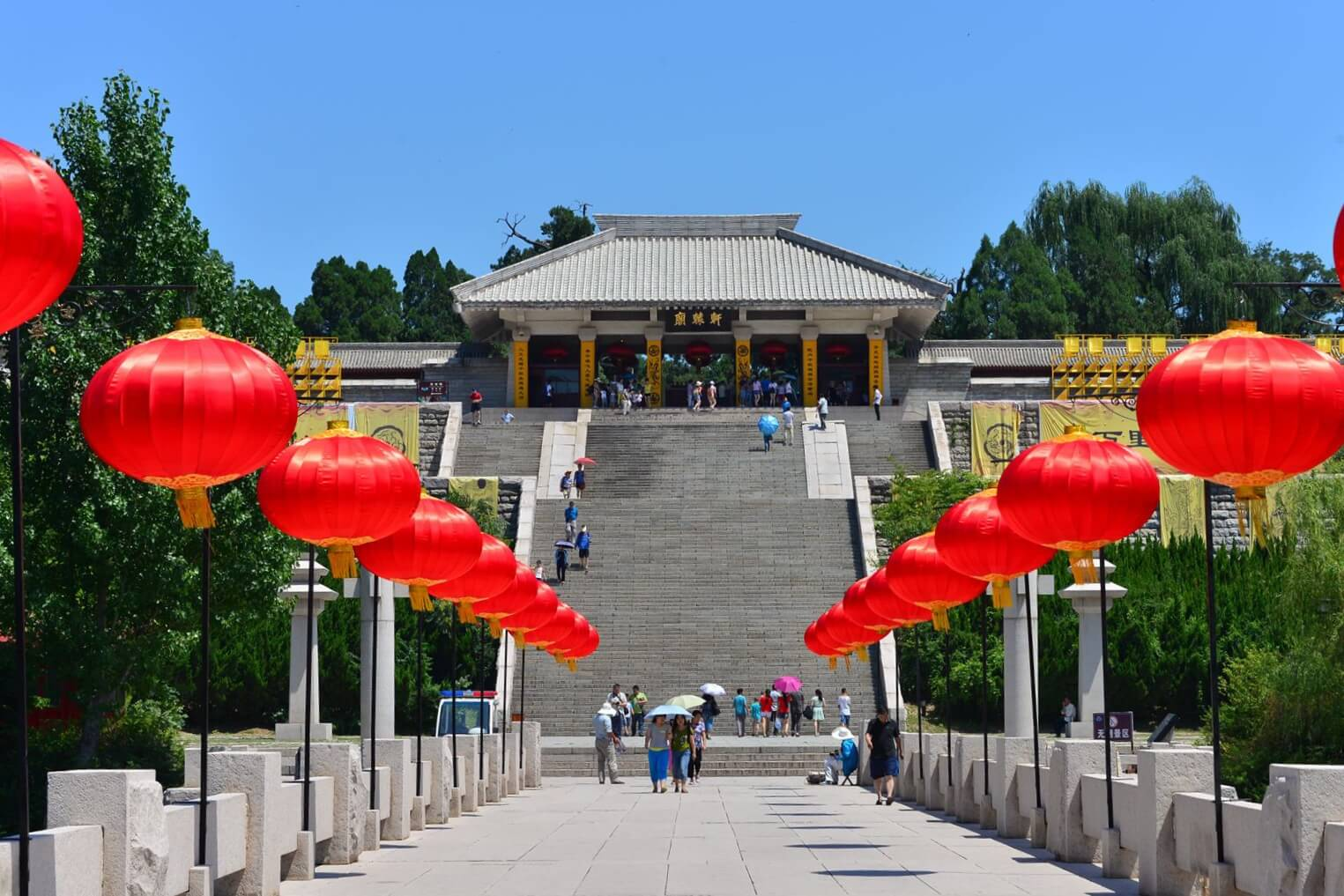
Miếu Hiên Viên thờ Hoàng Đế ở Hoàng Lăng, Thiểm Tây

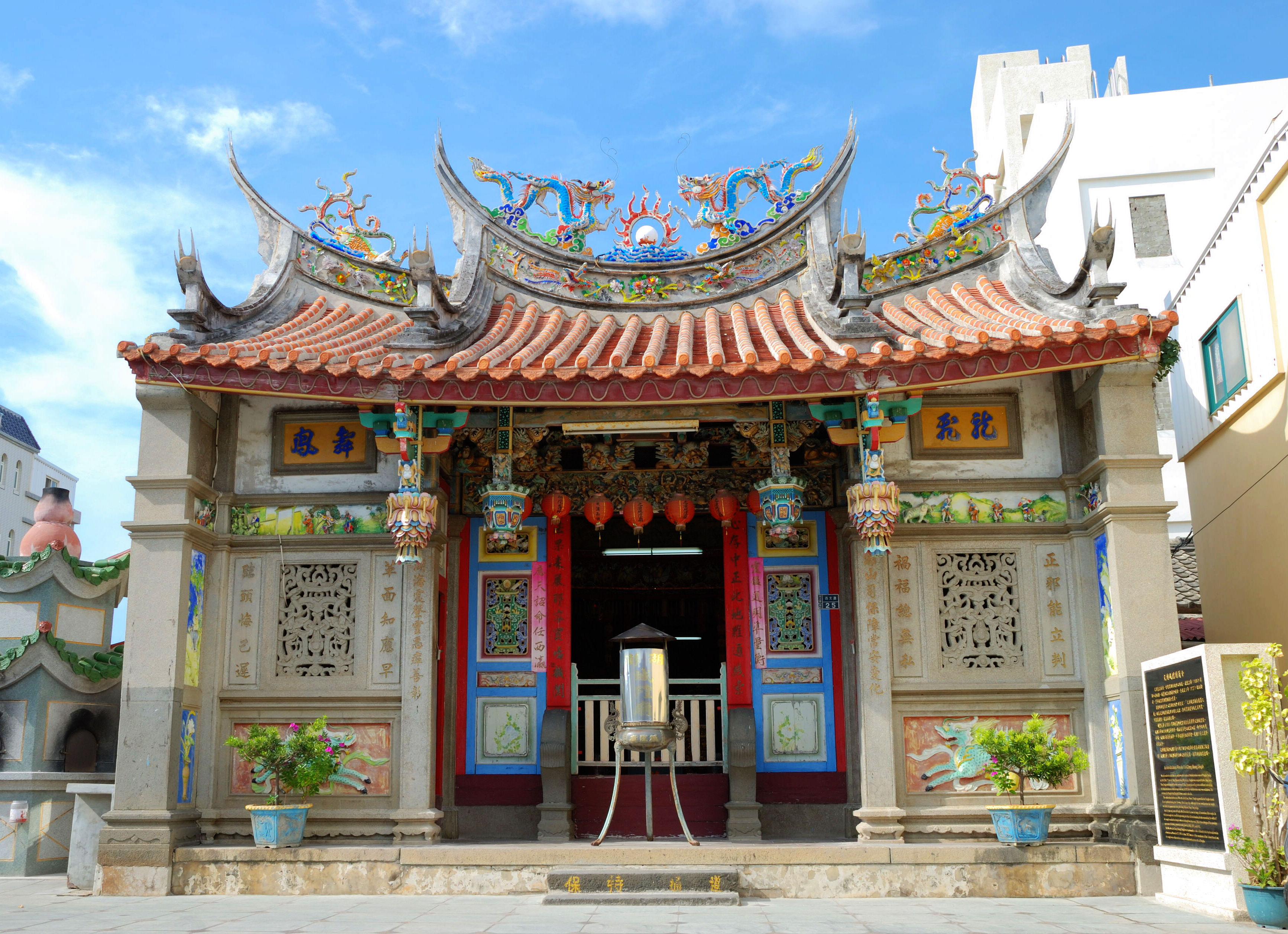
Miếu Thành hoàng ở Mã Công, Đài Loan

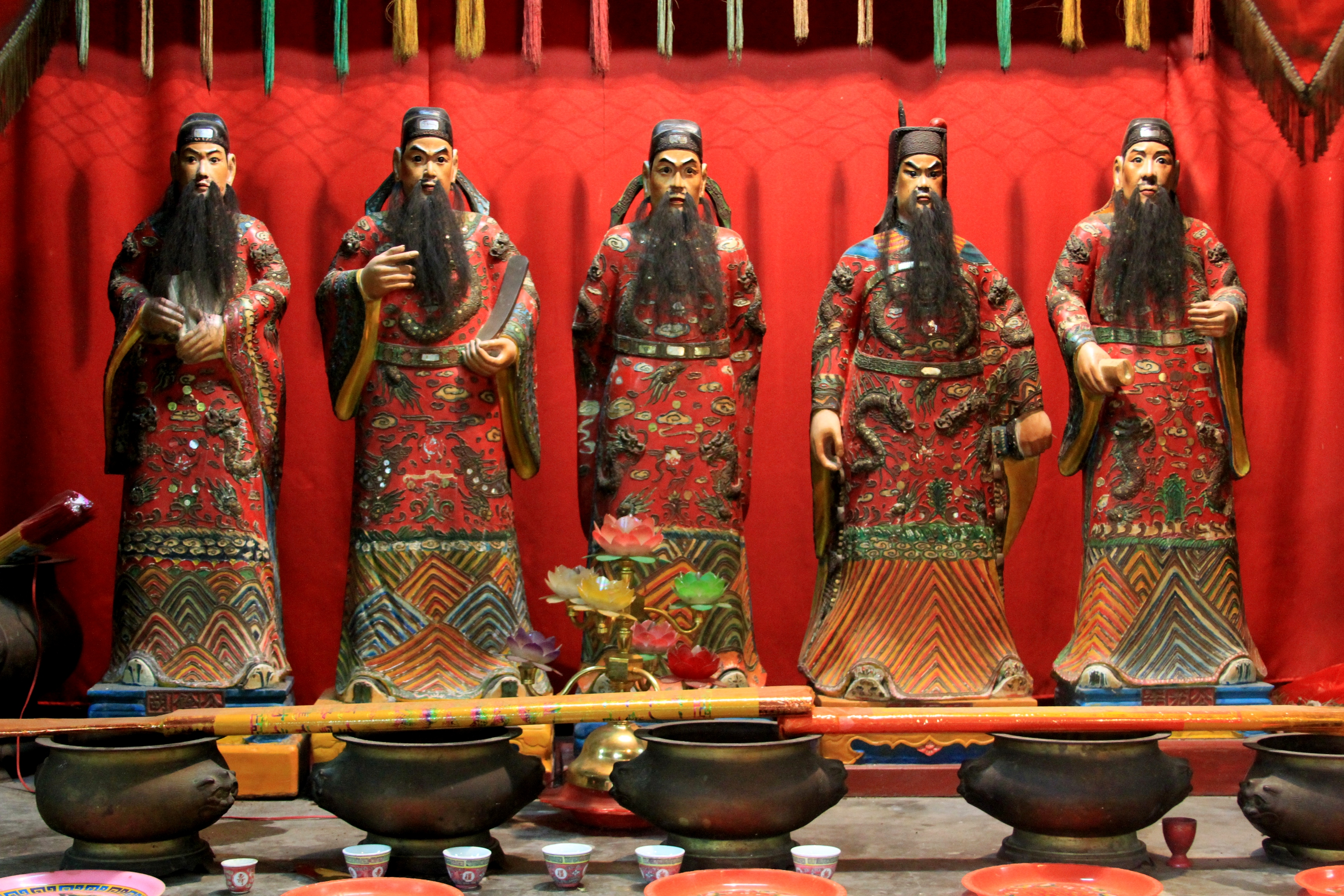
Điện thờ trong Ngũ Công Tự ở Hải Khẩu, Hải Nam

Tín ngưỡng dân gian Trung Hoa là tập hợp các tập quán tâm linh truyền thống của người Hán ở Trung Quốc và các cộng đồng Hoa kiều, mà nổi bật nhất là việc thờ cúng thần linh và tổ tiên cũng như sùng bái các vị thần tiên. Những truyền thuyết rời rạc được lưu truyền xoay quanh các vị thần này tạo nên kho tàng thần thoại Trung Hoa. Đến thời nhà Tống (960–1279), các tập quán này đã hòa trộn với các triết lý Phật giáo, Nho giáo và Đạo giáo để hình thành nên hệ thống tín ngưỡng đại chúng đã tồn tại theo nhiều hình thức đến ngày nay. Chính phủ Trung Quốc nhìn chung chấp nhận sự tồn tại của các tổ chức tôn giáo lớn, nhưng cũng bài trừ hoặc đàn áp những tổ chức được xem là gây tổn hại đến sự ổn định của xã hội.
Sau khi nhà Thanh sụp đổ vào năm 1911, chính quyền và giới tinh hoa chủ trương phê phán những 'mê tín thời phong kiến' và phản đối các tập quán tâm linh truyền thống mà họ cho là đi ngược lại với các giá trị hiện đại. Đến cuối thế kỷ 20, quan điểm này bắt đầu thay đổi ở cả Trung Quốc đại lục và Đài Loan. Hiện nay, nhiều học giả có cái nhìn tích cực về tín ngưỡng dân gian. Ở Trung Quốc, sự phục hồi của tín ngưỡng dân gian được đẩy mạnh nhờ sự quan tâm của chính quyền đối với việc bảo tồn những nét văn hóa truyền thống như đạo Ma Tổ và đạo Tam Nhất ở Phúc Kiến, tục thờ Hoàng Đế, cũng như các hình thức tín ngưỡng địa phương khác như tục thờ Long Vương, Bàn Cổ và Thần Tài.
Cách nhận thức về thế giới này được phản ánh trong phong thủy, châm cứu và Đông y, bởi cả các yếu tố cảnh quan lẫn các bộ phận cơ thể đều nằm trong mối quan hệ tương quan với ngũ hành và âm dương.

## Tổng quan
Tín ngưỡng Trung Hoa rất đa dạng về nguồn gốc, hình thức cũng như truyền thống về lễ nghi và triết lý. Mặc dù vậy, tất cả có chung một cốt lõi có thể được tóm gọn trong bốn khái niệm thần học, vũ trụ học và đạo đức: Thiên, nguồn gốc siêu nghiệm của đạo đức; khí, hơi thở hay năng lượng làm nên vạn vật trong vũ trụ; tập quán thờ cúng tổ tiên; và quan niệm về báo ứng. Có hai khái niệm truyền thống về số phận và ý nghĩa cuộc đời: mệnh vận, chỉ số phận của mỗi cá nhân; và duyên phận, chỉ cơ hội may rủi và các mối quan hệ có thể phát sinh.
Âm và dương là hai thái cực mô tả trật tự vũ trụ, được giữ ở trạng thái cân bằng thông qua sự tương tác giữa nguồn lực mở rộng (神; shén; 'thần') và nguồn lực co hẹp (鬼; guǐ; 'quỷ'), trong đó dương ('chủ động') thường được chuộng hơn âm ('thụ động'). Các thế lực tự nhiên và quyền năng của các vị thần như Chung Quỳ thường được miêu tả bằng các mô hình thái cực đồ và bát quái.

## Lịch sử

### Thời tiền sử
Trong thời kỳ sơ khai của nền văn minh Trung Hoa, "các thành viên được kính trọng nhất trong một gia đình là các vị tổ tiên" tồn tại ở một thế giới tâm linh nằm ở giữa trời và đất và cầu xin các vị thần phù hộ cho gia đình của họ.

### Đế quốc Trung Hoa

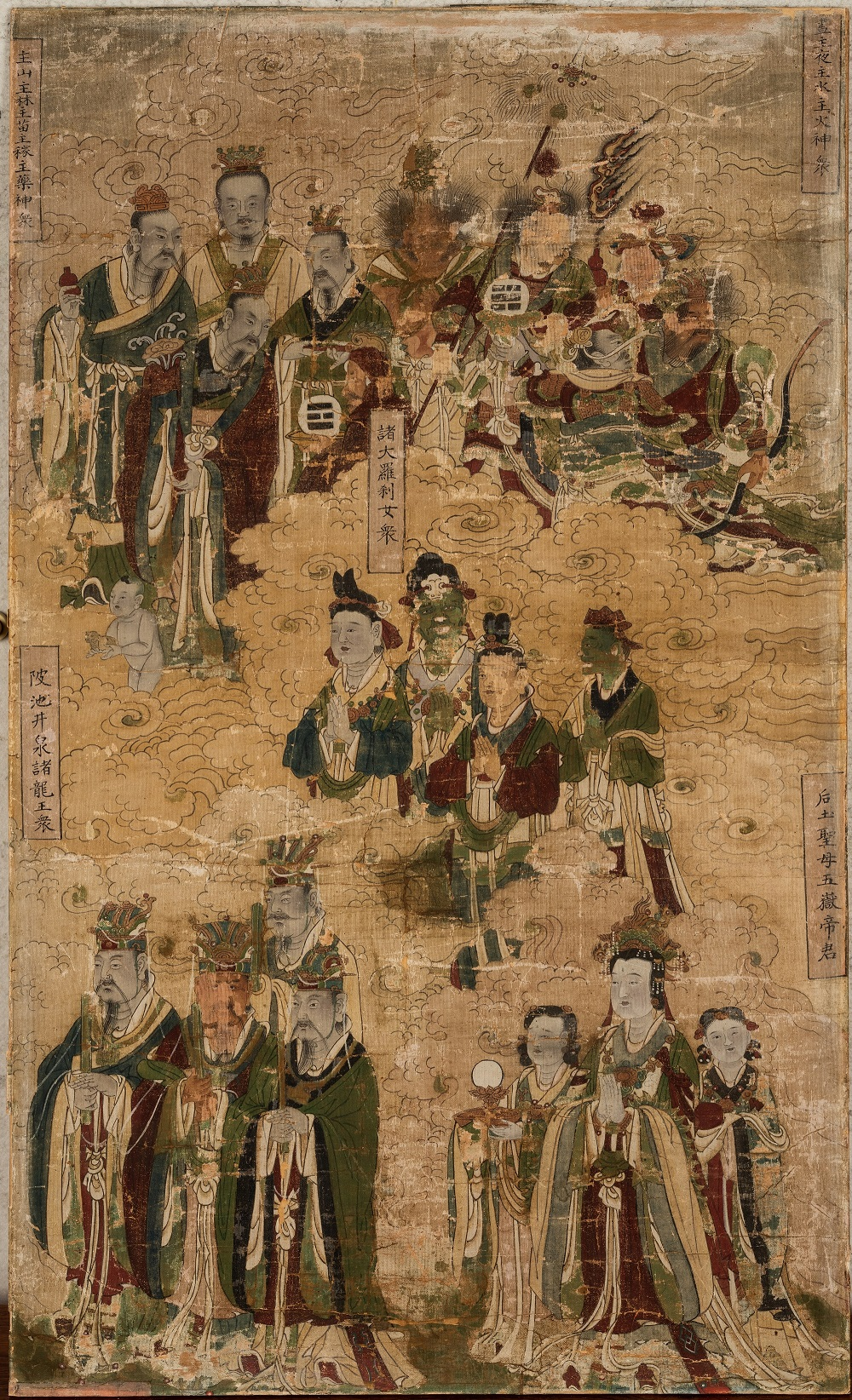
Tranh vẽ các vị thần thời Minh được trưng bày tại Bảo tàng Hồ Nam

Đến thời nhà Hán, tập quán tín ngưỡng Trung Hoa cổ đại phần lớn bao gồm việc người dân tập trung lại thành các xã (tiếng Trung: 社) để thờ cúng một vị thần chủ đạo. Đó có thể là vị thần của vùng đất mà họ sinh sống, hoặc một nhân vật có đức hạnh cao được thần thánh hóa (tiên, tiếng Trung: 仙). Một số giáo phái như giáo phái thờ Liu Zhang, một vị vua ở Sơn Đông ngày nay, bắt nguồn từ giai đoạn này.
Từ thời Bắc Ngụy ở thế kỷ thứ 3, cùng với sự truyền bá đạo Phật ở Trung Quốc, những nguồn ảnh hưởng mạnh mẽ từ tiểu lục địa Ấn Độ bắt đầu thâm nhập vào tín ngưỡng bản địa Trung Hoa. Một giáo phái thờ Ganesha (tiếng Trung: 象頭神 Xiàngtóushén, "thần đầu voi") được ghi nhận vào năm 531.

### Thế kỷ 19–20
Tín ngưỡng dân gian cổ đại bị bài trừ trong các thế kỷ 19 và 20. Nhiều đền chùa cổ bị phá hủy trong cuộc nổi dậy Thái Bình Thiên Quốc và phong trào Nghĩa Hòa Đoàn vào cuối những năm 1800. Sau cuộc cách mạng Tân Hợi năm 1911, "phần lớn đền chùa được sử dụng cho những mục đích khác, một số được dùng làm trường học". Trong cuộc chiến tranh Trung – Nhật từ năm 1937 đến năm 1945, nhiều đền chùa được binh lính sử dụng làm doanh trại và bị chiến tranh phá hủy.
Vào thế kỷ 19, ở khu vực Quảng Đông, chủ nghĩa độc thần từng được biết đến và tiếp nhận rộng rãi trong tín ngưỡng dân gian Trung Hoa.
Trong lịch sử, các giáo phái lớn bị kiểm soát bởi các chính sách của triều đình. Một số vị thần nhất định được tôn sùng còn số khác thì bị bài trừ. Qua thế kỷ 20, nhà Thanh suy tàn, tốc độ đô thị hóa ngày càng nhanh và sự ảnh hưởng của phương Tây, mối bận tâm của tầng lớp trí thức mới không còn là việc kiểm soát sự sùng bái trái phép các vị thần không được công nhận, mà là bản thân tín ngưỡng Trung Hoa cổ đại, điều mà họ xem là làm cản trở quá trình hiện đại hóa.
Đến năm 1899, chỉ tính riêng ở bờ Tây nước Mỹ đã có 400 đền chùa kết hợp các yếu tố và thần linh trong tín ngưỡng dân gian Trung Hoa với các vị thần của Phật giáo, Đạo giáo và/hoặc Nho giáo.

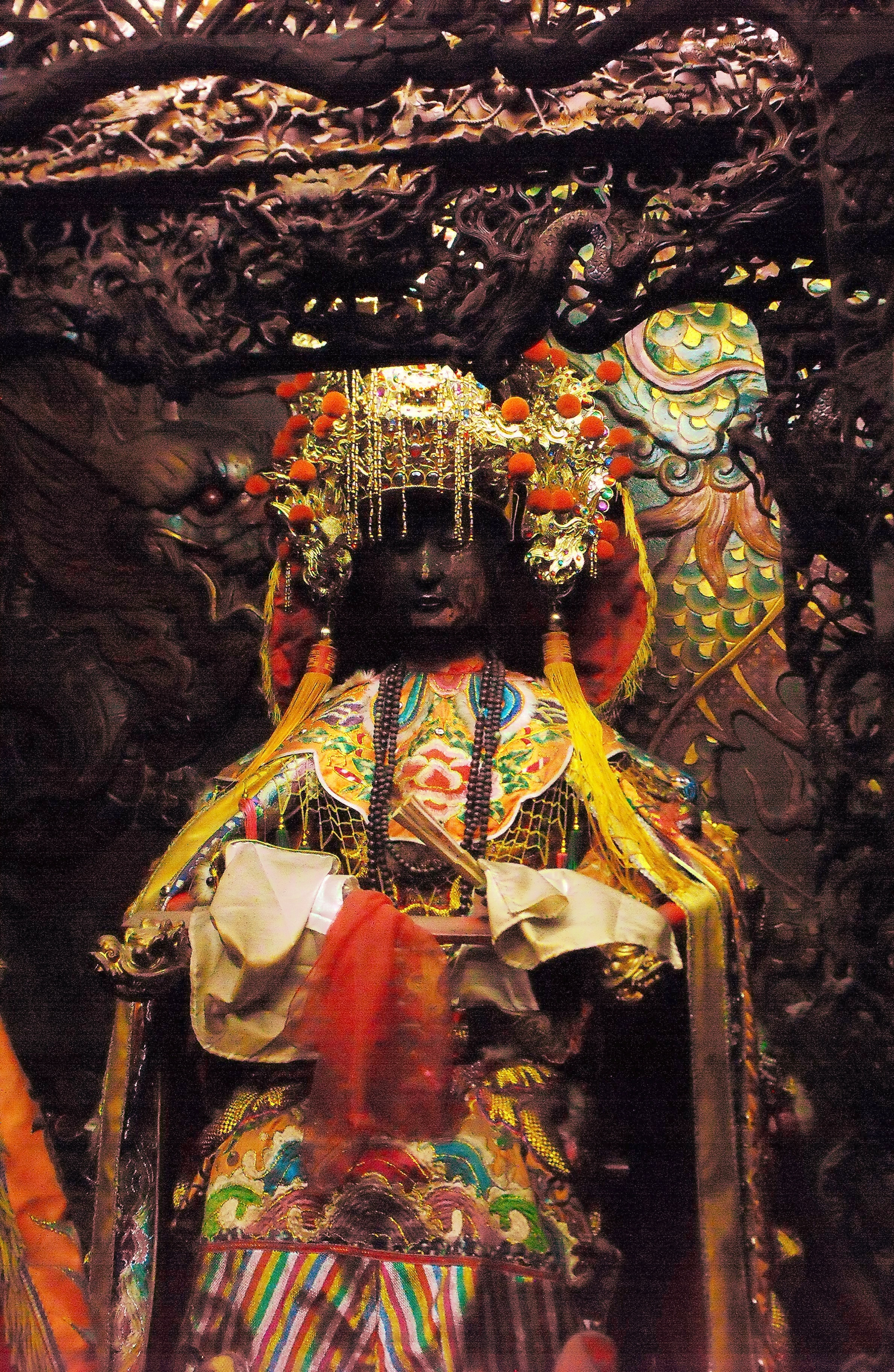
Tượng Ma Tổ tại một ngôi chùa ở Gia Nghĩa, Đài Loan.

Năm 1904, một chính sách cải cách trong thời kỳ Mãn Thanh quy định việc xây dựng trường học trên các phần đất được tịch thu từ đến chùa. Theo sau đó là các chiến dịch "chống mê tín dị đoan". Chính quyền theo chủ nghĩa dân tộc của Trung Hoa Dân Quốc tăng cường bài trừ tín ngưỡng Trung Hoa cổ đại thông qua bộ "tiêu chuẩn cho việc giữ lại hay xóa bỏ thần thánh và miếu mạo", một chính sách có mục đích xóa bỏ sự sùng bái tất cả thần thánh ngoại trừ một số vị anh hùng và nhà hiền triết vĩ đại như Hoàng Đế, Hạ Vũ, Quan Vũ, Tôn Tử, Nữ Oa, Ma Tổ, Quan Âm, Huyền Trang, Không Hải, Thích-ca Mâu-ni, Bố Đại, Bồ-đề-đạt-ma, Lão Tử và Khổng Tử.
Đây là nền tảng cho các chính sách của Đảng Cộng sản Trung Quốc sau khi đảng này giành chiến thắng trong cuộc Nội chiến Trung Quốc và lên nắm quyền vào năm 1949. Cuộc Cách mạng Văn hóa, diễn ra từ năm 1966 đến năm 1976 trong thời kỳ Mao Trạch Đông, là các nỗ lực mang tính hệ thống quyết liệt nhất và cuối cùng của Đảng Cộng sản trong việc xóa bỏ tín ngưỡng dân gian. Trong khi đó, ở Đài Loan, tín ngưỡng Trung Hoa cổ đại được bảo tồn rất tốt nhưng vẫn chịu sự quản lý của tổng thống lúc bấy giờ là Tưởng Giới Thạch trong bối cảnh phong trào Phục hưng Văn hóa Trung Hoa do ông khởi xướng nhằm chống lại cuộc Cách mạng Văn hóa.
Từ sau năm 1978, tín ngưỡng Trung Hoa cổ đại bắt đầu phục hồi nhanh chóng ở Trung Quốc. Hàng triệu đền chùa được xây dựng lại hoặc xây mới. Từ thập niên 1980, thái độ của chính quyền trung ương đối với sinh hoạt cộng đồng ở các vùng nông thôn chuyển sang sự làm ngơ, hay vô vi (tiếng Trung: 無為). Mối quan hệ chế tài giữa chính quyền địa phương và xã hội ở đó bắt đầu trở nên phụ thuộc lẫn nhau; các yếu tố này tạo điều kiện đáng kể để tín ngưỡng đại chúng phát triển. Trong những năm gần đây, ở một số trường hợp, chính quyền địa phương thậm chí còn có thái độ tích cực và ủng hộ với tín ngưỡng bản địa trên danh nghĩa bảo tồn di sản văn hóa. Thay vì đánh dấu sự chấm dứt của tín ngưỡng truyền thống cổ đại, quá trình công nghiệp hóa và phát triển kinh tế ở Trung Quốc và Đài Loan đã mang lại sự phục hồi cho tập quán tâm linh này.

## Các khái niệm thần học và vũ trụ học căn bản
Các tác giả Fan và Chen đã tổng hợp lại bốn khái niệm tâm linh, vũ trụ học và đạo đức: Thiên (tiếng Trung: 天), nguồn gốc của đạo đức; khí (tiếng Trung: 氣), hơi thở hay chất liệu làm nên vạn vật; tập quán kính tổ (tiếng Trung: 敬祖) hay thờ cúng tổ tiên; và quan niệm về báo ứng (tiếng Trung: 報應).

### Thiên,thiên lývàkhí
Nho giáo, Đạo giáo và các trường phái tư tưởng khác có chung cách hiểu căn bản về khái niệm Thiên. Thiên vừa là bầu trời vật lý, nơi chứa Mặt Trời, Mặt Trăng và các vì sao, vừa là nơi ở của các vị thần và tổ tiên của con người. Từ đó, Thiên là nguồn gốc của các chuẩn mực đạo đức, mà một ví dụ điển hình là triết lý chính trị thiên mệnh, theo đó quyền cai trị của các hoàng đế là do Trời ban và có thể bị rút lại nếu có sự suy đồi về đạo đức. Điều này có nghĩa là con người có khả năng vượt qua hoàn cảnh để hành động một cách sáng suốt và có đạo đức. Do đó, Thiên vừa mang tính siêu nghiệm, vừa mang tính nội tại.
Thiên có nhiều cách định nghĩa và gọi tên, trong đó phổ biến nhất là "Thái Đế" (tiếng Trung: 太帝) và "Thượng Đế" (tiếng Trung: 上帝). Khái niệm "Thượng đế" có nguồn gốc từ các tập quán thời nhà Thương, trong đó sự sùng bái các vị tổ thần và anh hùng văn hóa được nhấn mạnh. "Vị thần nguyên thủy" hay "hoàng đế nguyên thủy" được xem là hiện thân ở cõi người thông qua các thế hệ quân chủ. Từ "đế" (tiếng Trung: 帝), nghĩa là "thần" hoặc "hoàng đế", được dùng làm tên của vị thần nguyên thủy hoặc làm tước hiệu của các vị thần thiên nhiên. Đến thời nhà Chu, khi tín ngưỡng thờ các vị thần thiên nhiên được ưa chuộng, khái niệm Thiên trở nên trừu tượng và ít được nhân cách hóa hơn. Một cách hình dung phổ biến là hình tượng Ngọc Đế hay Ngọc Hoàng xuất phát từ Đạo giáo. Theo thần học cổ điển, vị thần này hiện thân thành năm dạng chính, được gọi là Ngũ phương thượng đế.
Khí (tiếng Trung: 气) là hơi thở hay chất liệu làm nên vạn vật, bao gồm vật chất vô tri, sinh vật sống, ý nghĩ và các vị thần. Các nhà tư tưởng Lý học như Chu Hi đã phát triển khái niệm lý (tiếng Trung: 理), "đạo lý" hay "trật tự" của Trời, nghĩa là hình mẫu mà qua đó khí được phát triển, hay chính là hai thái cực âm và dương. Trong Đạo giáo, khái niệm Đạo (tiếng Trung: 道, "con đường") bao hàm cả hai khái niệm Thiên và lý.

### Âm, dương,quỷvàthần

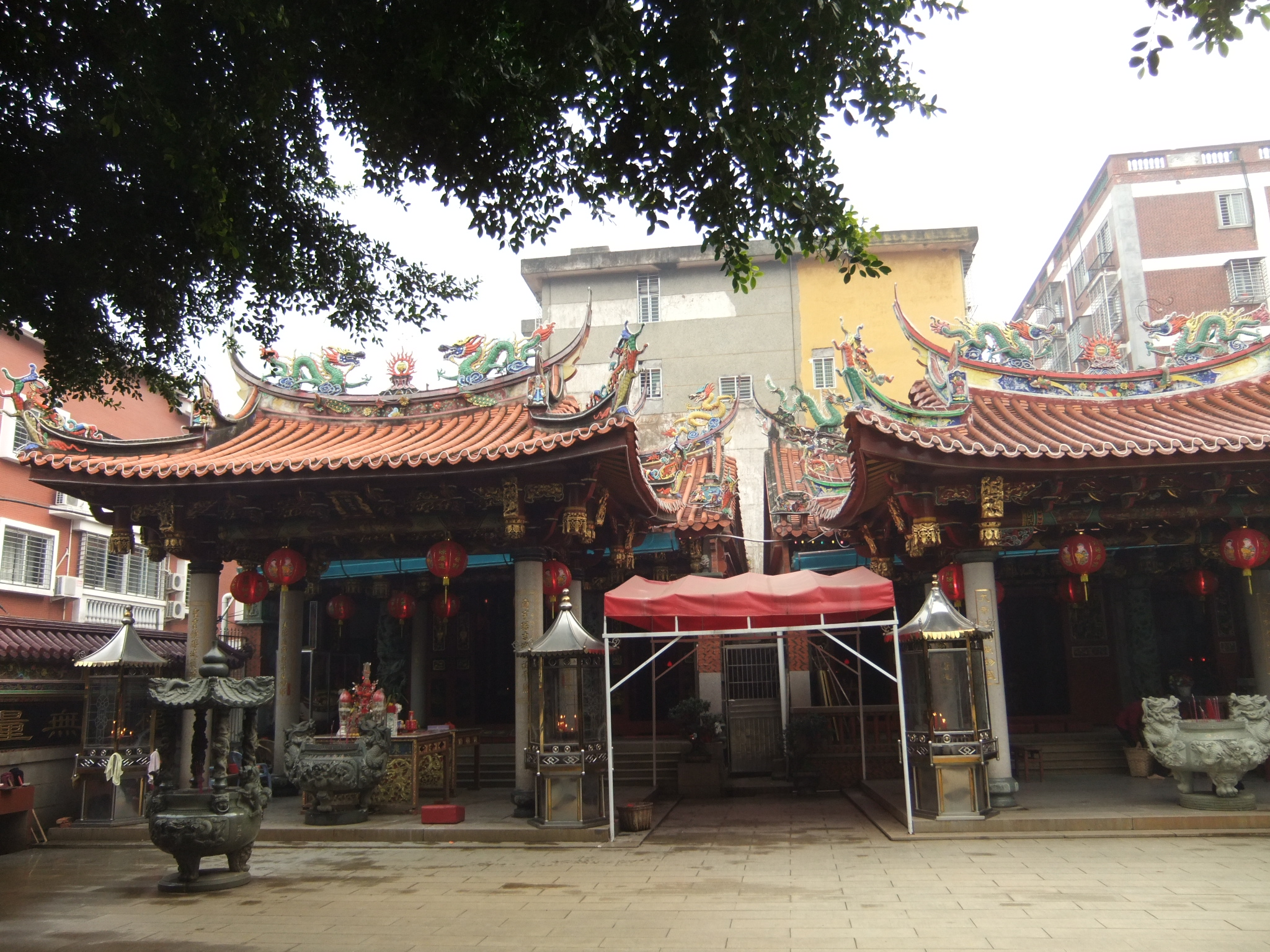
Tuyền Quận Khê Linh Cung ở Tuyền Châu, Phúc Kiến.

Âm (陰) và dương (陽) có nghĩa gốc là 'râm' và 'nắng' hoặc 'tối' và 'sáng', là các trạng thái biểu thị của khí chứ không phải là bản thân vật chất. Âm là khí ở trạng thái tối, chìm, ướt và cô đặc; còn dương là khí ở trạng thái sáng, nổi, khô và giãn nở. Âm dương đại diện cho thái cực bổ sung lẫn nhau làm nên hệ vũ trụ. Chúng cũng có thể được hình dung là 'hỗn loạn' và 'trật tự', 'thụ động' và 'chủ động', trong đó chủ động (dương) thường được chuộng hơn thụ động (âm).
Khái niệm thần (神; cùng gốc với 申 'vươn ra', 'giãn ra') bao gồm các vị thần thiên nhiên; các vị thần từng là con người, chẳng hạn như Quan Vũ; các vị thần bảo hộ gia đình, chẳng hạn như thần bếp; cũng như các vị tổ thần. Ở con người, thần là sức mạnh tinh thần cá nhân. Thần có quan hệ mật thiết với sự sống. Là linh hồn của các vì sao, ngọn núi hay sông suối, thần có ảnh hưởng trực tiếp đến vạn vật, làm cho các hiện tượng tự nhiên xảy ra và khiến mọi thứ sinh trưởng hoặc mở rộng. Là những nguồn lực của sự phát triển, thần được xem là dương, trái ngược với một tập hợp các thực thể âm được gọi là quỷ.(鬼; cùng gốc với 歸 'quay lại', 'co lại'), Một đồ đệ của Chu Hi đã nhận định rằng "giữa Trời Đất không có điều gì không hàm chứa âm và dương, và không ở đâu âm dương không tồn tại. Vì vậy, không có nơi nào mà thần linh không hiện hữu". Rồng là một biểu tượng của tính dương.

### Hồnvàphách,tổvàtiên

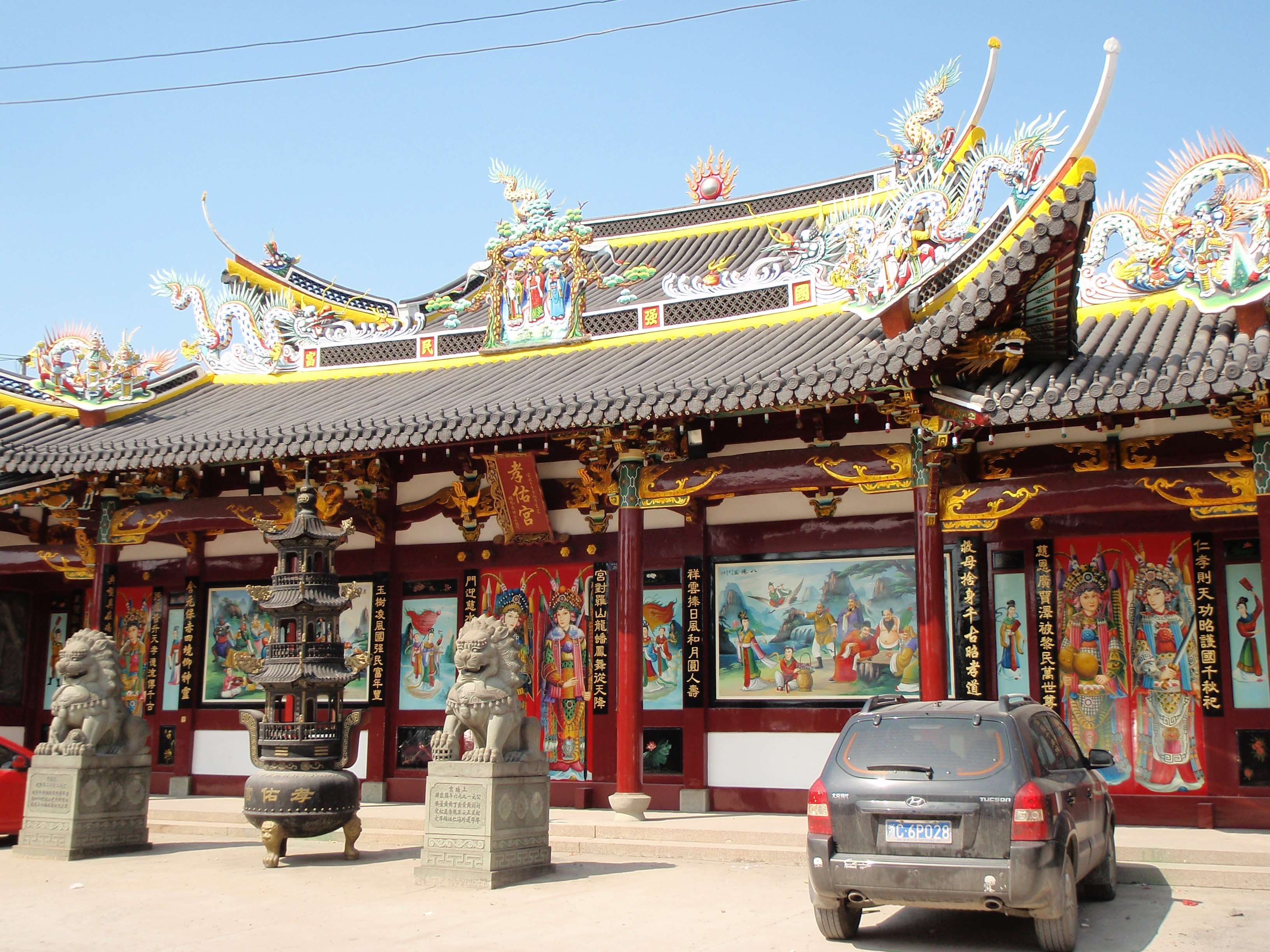
Hiếu Hữu Cung (孝佑宮 Xiàoyòugōng) ở Âu Hải, Ôn Châu, Chiết Giang, một địa điểm thờ cúng tổ tiên.

Giống như vạn vật, linh hồn của con người cũng có đặc trưng là mối quan hệ biện chứng giữa dương và âm. Hai thái cực này lần lượt tương ứng với hồn và phách (tiếng Trung: 魂魄). Theo quan niệm truyền thống, hồn là linh hồn "tính nam", dương và lý trí được liên hệ với tinh thần, còn phách là linh hồn "tính nữ", âm và thú tính được liên hệ với thân thể. Hồn (tinh thần) là linh hồn (thần) làm nên hình dạng của khí. Phát triển thông qua phách, nó co giãn và di chuyển một cách thông minh để nắm bắt mọi thứ. Phách là linh hồn (thần) điều khiển các hoạt động sinh lý và tâm lý của con người, còn hồn, hay cái thần gắn với khí, là linh hồn (thần) độc lập hoàn toàn với vật chất hữu hình. Hồn độc lập, trường tồn và vì thế không bị giới hạn bởi vật chất. Nói cách khác, phách là linh hồn thuộc về đất (địa) và di chuyển xuống dưới, còn hồn là linh hồn  thuộc về trời (thiên) và di chuyển lên trên.
Để kéo dài sự sống đến mức tối đa, con người phải tu luyện thần của mình để đạt đến những trạng thái tồn tại rõ ràng và minh xác hơn. Nó có thể trở thành khí thuần khiết và thông tuệ của thần linh. Sau khi một người chết, mặc dù phách quay về với đất và tan biến, hồn được xem là nhận thức thuần khiết hay khí, và là cái thần mà hậu thế sẽ thờ phụng.
Những người có thần được tu luyện đúng đắn và được thờ kính sau khi họ chết được gọi là tổ tiên (tiếng Trung: 祖先) hay tổ (tiếng Trung: 祖). Nếu tổ tiên không được thở phụng một cách phù hợp, thế giới sẽ bị đảo lộn và họ trở thành quỷ. Việc thờ cúng tổ tiên có liên hệ mật thiết với tục thờ vật tổ, bởi tổ tiên cổ xưa nhất của một dân tộc thường được đại diện bởi hoặc liên hệ với động vật.
Thông qua tổ tiên, con người kết nối được với Thiên, vị thần nguyên thủy không có hình dạng. Tổ tiên có hình dạng và vì thế có thể định hình số phận của con người. Những vị tổ tiên có tác động lớn đến việc định hình số phận của một nhóm người lớn, thủy tổ của các dòng dõi lớn hoặc truyền thống tâm linh, cũng như những nhà lãnh đạo trong lịch sử đã sáng tạo nên những ngành nghề và thế chế đóng góp vào sự phồn thịnh của Trung Hoa (anh hùng văn hóa) được tôn sùng thành những vị tiên (tiếng Trung: 仙) ở hàng cao nhất.
Thực chất, trong quan niệm truyền thống không có sự phân biệt giữa thần và tiên. Các vị thần có thể hiện thân trong dạng người và con người có thể đạt đến các trạng thái tâm linh cao hơn bằng cách làm những điều đúng đắn phỏng theo trật tự được Trời định. Con người được xem là một trong ba khía cạnh của Tam Tài (tiếng Trung: 三才), ba nền tảng của vạn vật; cụ thể, con người là trung gian giữa Trời, nơi sinh ra trật tự và vạn vật, và Đất, nơi đón nhận và nuôi dưỡng chúng. Con người được ban cho vai trò hoàn thiện sự sáng tạo.

### Báo ứngvàmệnh vận
Khái niệm báo ứng có liên quan mật thiết với nhận thức về hệ vũ trụ rằng thế giới có trật tự và mọi cá thể trong đó đều được ban một số phận riêng, và được đền đáp dựa trên tính đạo đức của những điều họ làm. thời Chu: "lên người làm việc thiện, Trời ban mọi điều phước, còn lên người làm việc ác, Trời giáng mọi tai ương" (tiếng Trung: 書經•湯誥).
Ý nghĩa về mặt vũ trụ học của báo ứng có thể được làm rõ hơn thông qua hai khái niệm bổ sung về số phận:
- Mệnh vận (tiếng Trung: 命運), số phận của một cá nhân hoặc điều kiện sống của một người trong thế giới của mình, trong đó mệnh là "cuộc đời" hoặc "quyền", tình trạng của người đó trên cõi đời, còn vận vừa là "hoàn cảnh", vừa là "lựa chọn cá nhân"; mệnh được ban cho con người và chịu ảnh hưởng bởi Thiên (tiếng Trung: 天), tương tự như thiên mệnh được ban cho các nhà cai trị cổ đại theo miêu tả của Mạnh Tử.[10] Vì thế, số phận của mỗi cá nhân (mệnh vận) được xem là vừa được định sẵn, vừa thay đổi linh hoạt và không có một kết thúc duy nhất (bởi cá nhân đó có quyền lựa chọn hành vi của mình trong báo ứng).[10]
- Duyên phận (tiếng Trung: 緣分) miêu tả cơ hội may rủi và các mối quan hệ có thể phát sinh.[11] Các học giả K. S. Yang và D. Ho đã phân tích lợi ích về mặt tâm lý học của niềm tin vào khái niệm này: việc gán nguyên nhân của mọi việc, cả tích cực lẫn tiêu cực, cho duyên phận làm giảm khả năng hình thành các cảm giác tội lỗi và tự cao, từ đó giữ vững sự hòa hợp trong xã hội.[57]

Mệnh vận và duyên phận có liên hệ với nhau, bởi những điều tưởng chừng là ngẫu nhiên (cả tích cực lẫn tiêu cực) đều thuộc về một nhịp điệu sâu xa định hình cuộc đời dựa trên cách số phận được được định hướng. Khi nhận ra được mối liên hệ này, một người sẽ chịu trách nhiệm cho hành động của mình: làm việc tốt cải thiện đời sống tâm linh và đóng góp vào việc giữ gìn sự hòa hợp giữa con người và thần linh, cũng chính là vào sự phồn vinh của cộng đồng.
Ba quan niệm truyền thống này—báo ứng, mệnh vận và duyên phận—được hoàn thiện bởi một khái niệm thứ tư:
- Ngộ (tiếng Trung: 悟), "nhận thức" về báo ứng. Việc nhận thức được hoàn cảnh của chính mình trong trật tự thế giới tạo ra tinh thần trách nhiệm đối với bản thân và người khác; còn nhận thức về duyên phận thôi thúc con người phản ứng lại những điều xảy ra với mình thay vì cam chịu.[59] Nhận thức này có thể bất ngờ đến với một người, rồi sau đó được họ thực hành một cách có chủ ý.[59]

Là một phần của Tam Tài, con người không hoàn toàn bị động trước các thế lực tâm linh. Trong quá trình chịu tác động của các thế lực đó, con người có thể chủ động tương tác ngược lại nhằm nỗ lực thay đổi số phận để chứng minh giá trị của cuộc đời mình trong trần thế. Trong quan niệm truyền thống, con người có khả năng định hình số phận của bản thân để đạt được tiềm năng đích thực của mình trong quá trình biến đổi của vũ trụ, ở vị trí hòa hợp với thần linh, từ đó vượt qua các giới hạn của thân thể và tâm trí trần tục.

## Đặc điểm

### Thần tiên

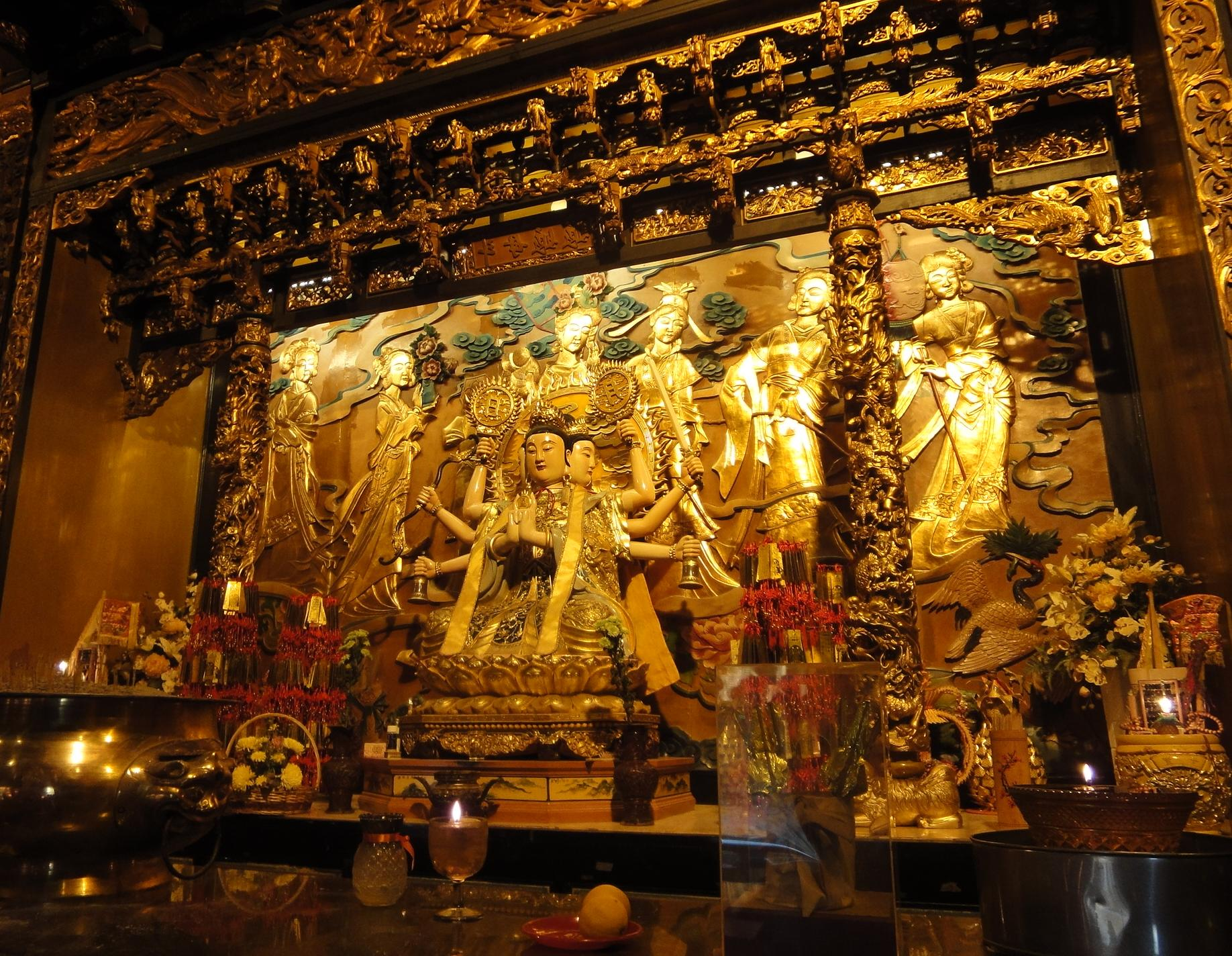
Điện thờ và tượng Đẩu Mẫu bên trong Miếu Đẩu Mẫu ở Butterworth, Penang, Malaysia.

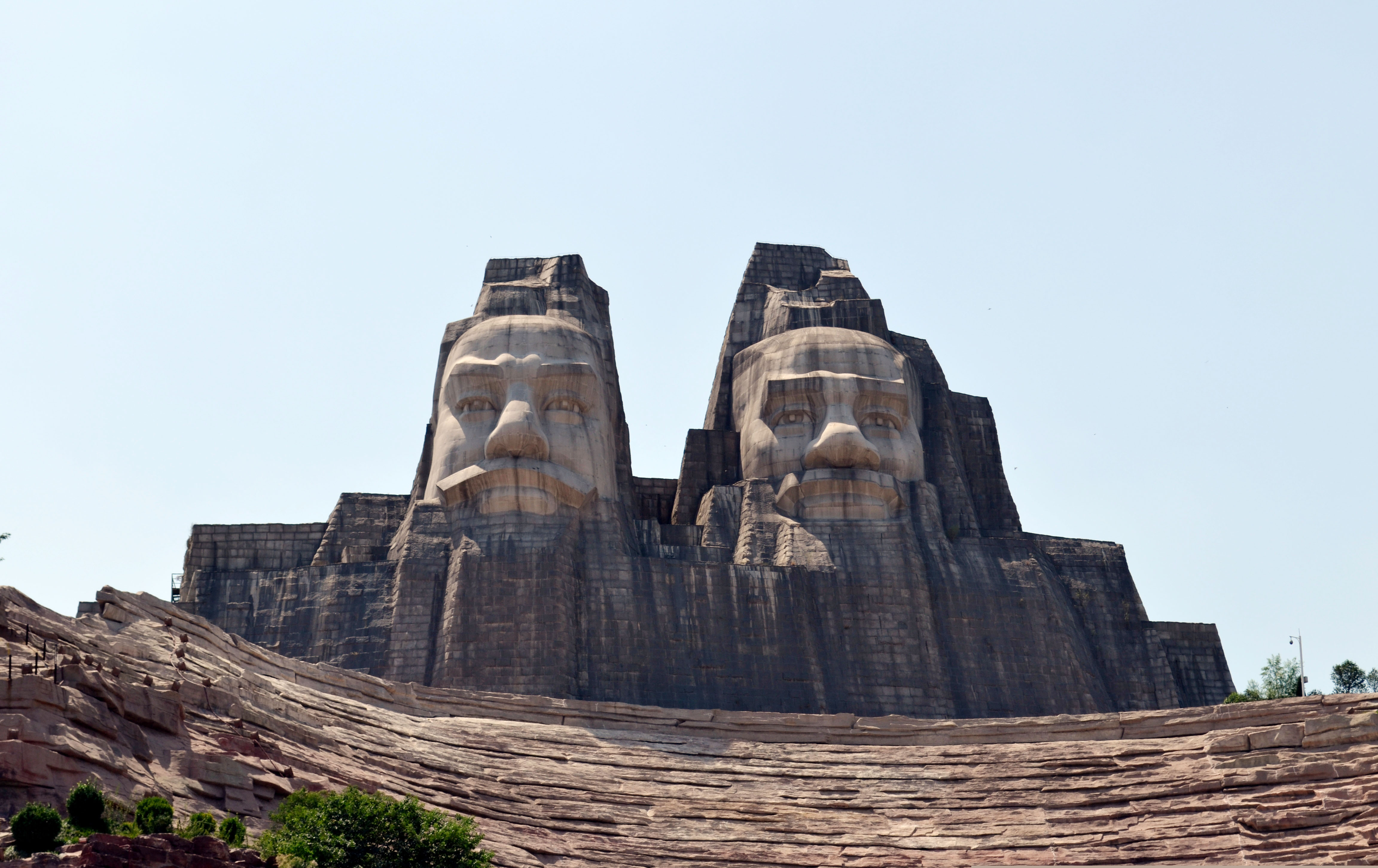
Tượng Hoàng Thần và Viêm Thần, được cho là thủy tổ của người Hán, trong khu tổ hợp thờ hai vị thần này ở Trịnh Châu, Hà Nam.

Có nhiều tác phẩm cổ điển viết về danh sách và hệ thống thứ bậc các vị thần tiên, trong đó có "Thần tiên thông giám" (tiếng Trung: 神仙通鑒) thời nhà Minh và "Thần tiên truyện" (tiếng Trung: 神仙傳) của Cát Hồng (284–343). Ngoài ra còn có một tác phẩm lâu đời hơn nữa là Liệt tiên truyện (tiếng Trung: 列仙傳).
Các vị thần tối cao đại diện cho trật tự của tạo hóa bao gồm Ngọc Đế, Đẩu Mẫu, Bàn Cổ, Tây Vương Mẫu, Đông Vương Công cũng như Tam Hoàng và Ngũ Đế. Ngoài ra còn có các vị thần bầu trời và thời tiết, thần của các khu vực địa lý, thần cây cối và động vật, cũng như thần bảo hộ cho các phẩm chất và ngành nghề của con người. Ở hàng thấp hơn các vị thần lớn này là vô số vị thần thiên nhiên, bởi bất cứ hiện tượng tự nhiên nào cũng có liên hệ với hoặc được đại diện bởi một vị thần.
Tam Hoàng bao gồm Phục Hy, Nữ Oa và Thần Nông, là ba hiện thân "theo chiều dọc" của vị thần nguyên thủy lần lượt ở ba cõi ("tam thế", tiếng Trung: 三界), đại diện cho âm, dương và trung gian của hai thái cực này, hay chính là con người.
Ngũ Đế hay "Ngũ Phương Thượng Đế" bao gồm Hoàng Đế, Thanh Đế. Hắc Đế, Xích Đế và Bạch Đế—là năm hiện thân "theo chiều ngang" của vị thần nguyên thủy. Mỗi vị này lại có ba hiện thân lần lượt ở cõi tiên, cõi người và cõi âm. Ngũ Đế tương ứng với ngũ hành, năm chòm sao quay xung quanh thiên cực, năm ngọn núi linh thiêng và năm phương hướng (bao gồm các phương hướng địa lý và vị trí trung tâm), đồng thời cưỡi trên năm vị Long Thần (tiếng Trung: 龍神).
Hoàng Thần (tiếng Trung: 黃神) hay "Hoàng Thần Bắc Đẩu" (tiếng Trung: 黃神北斗) có một vị trí đặc biệt, bởi vị thần này là một hiện thân của Thượng đế, tượng trưng cho Côn Luân, điểm giao nhau giữa Tam Hoàng và Ngũ Đế, hay chính là trung tâm của vũ trụ. Vì thế, trong Thi Tử, vị thần này được gọi là "Hoàng Đế Tứ Diện" (tiếng Trung: 黃帝四面). Hiện thân của vị thần này ở cõi người, "Hiên Viên Hoàng Đế" (tiếng Trung: 軒轅黃帝), được xem là thủy tổ của nền văn minh Hoa Hạ, người sáng tạo ra hôn nhân, đạo đức, ngôn ngữ và các hệ tộc, và cùng với Viêm Đế là tổ tiên của tất cả người Trung Quốc.

### Tập quán tâm linh
Nói một cách tổng quát, người Trung Quốc tin rằng chất lượng cuộc sống cả về tâm linh lẫn vật chất xuất phát từ sự hòa hợp giữa cách con người và thần linh tồn tại trong hệ vũ trụ, và rằng bằng những hành động đúng đắn, bất cứ ai cũng có thể đạt đến thực tại tuyệt đối. Vì thế, thực hành tôn giáo được xem là cầu nối giữa thế giới con người với suối nguồn tâm linh, từ đó giữ vững sự hài hòa giữa hệ vũ trụ vi mô và vĩ mô, cũng như bảo vệ con người và thế giới khỏi sự hỗn loạn. Như vậy, theo quan niệm của người Trung Quốc, đời người không mang tính tất định, mà mỗi người là chủ nhân vận mệnh của mình và có khả năng lựa chọn hành động sao cho hòa hợp với thần linh để hướng tới một thế giới hài hòa.
Văn hóa Trung Quốc mang tính toàn diện, trong đó mọi khía cạnh đều là một phần của tổng thể, nên tập quán tín ngưỡng dân gian thường gắn bó mật thiết với các mối quan tâm về chính trị, giáo dục và kinh tế. Một sự kiện tôn giáo có thể bao trùm tất cả các khía cạnh này. Trong các cộng đồng làng xã, các nghi thức tâm linh thường được chính người dân địa phương tổ chức và chỉ đạo. Người đứng đầu thường được chọn từ các nam giới là chủ hộ hoặc trưởng tộc, hoặc chính là trưởng làng.
Với mỗi cá nhân, một hình thức sinh hoạt tâm linh đơn giản là bày tỏ lòng thành kính với thần linh ("kính thần" 敬神) bằng cách dâng hương và thực hiện lời thề với mong muốn được ban phúc ("hoàn nguyện" 還願). Vật cúng tế có thể là hương, tinh dầu và nến cũng như tiền. Sự thành kính cũng có thể được thể hiện qua các hình thức biểu diễn nghệ thuật như âm nhạc, đi cà kheo, múa sư tử, võ thuật, ương ca và kể chuyện.
Những cách khác để tỏ lòng thành với thần linh là làm việc thiện trên danh nghĩa các vị thần ("thiện sự" 善事) và tu luyện bản thân ("tu hành" 修行). Một số hình thức tín ngưỡng dân gian xây dựng các bộ hướng dẫn rõ ràng cho các tín đồ, chẳng hạn như danh sách những điều thiện và điều ác (thiện thư 善書) hoặc sổ ghi công đức và lầm lỗi. Việc tham gia vào các công việc của đền chùa nơi mình sinh sông được xem là cách tích lũy công đức (功德). Đức hạnh được cho là tích tụ trong trái tim, nơi được xem là trung tâm năng lượng của cơ thể (tại quân tâm tá phúc điền, 在君心作福田). Tập quán giao tiếp với thần linh được thực hành thông qua một số hình thức shaman giáo Trung Hoa, chẳng hạn như Vu giáo, đồng kê và phù kê.

### Địa điểm thờ cúng
Tiếng Trung có nhiều từ để chỉ các địa điểm sinh hoạt tín ngưỡng, và mỗi từ thường mang ý nghĩa hoặc chức năng cụ thể. Tuy nhiên, theo thời gian, ranh giới giữa một số từ đã trở nên mơ hồ và bị sử dụng lẫn lộn, đặc biệt là trong một số ngữ cảnh nhất định. Danh từ chung để chỉ các "đền chùa" hoặc các địa điểm thờ cúng thường là "tự miếu" (寺廟) hoặc "miếu vũ" (廟宇).
Ban đầu, từ tự (寺) có nghĩa là nơi ở của các vị quan triều đình. Sau khi Phật giáo du nhập vào Trung Quốc, nhiều quan lại đã nhường lại dinh thự của mình cho các nhà sư, nên từ này chuyển sang được dùng để chỉ các tu viện Phật giáo. Ngày nay, tự và tự viện (寺院) gần như chỉ được dùng để chỉ các tu viện Phật giáo, ngoại trừ một số ít trường hợp ngoại lệ. Tự cũng là một thành tố trong tên của các nhà thờ Hồi giáo ở Trung Quốc. Một từ khác cũng chủ yếu được dùng cho các địa điểm sinh hoạt Phật giáo là "am" (庵), vốn được dùng để chỉ một dạng nơi ở của các nhà sư, sau được mở rộng nghĩa để chỉ các tu viện Phật giáo.
Đối với các địa điểm sinh hoạt tín ngưỡng dân gian, tên gọi phổ biến nhất là miếu (廟). Từ này được dùng cho bất cứ nơi nào thờ cúng một trong các chư thần. Các tên gọi khác bao gồm điện (殿), mang nghĩa "ngôi nhà" của một vị thần, thường được dùng để chỉ một điện thờ cụ thể nằm trong một ngôi đền lớn hơn; và đàn (壇), được dùng để chỉ các bệ thờ cả trong nhà lẫn ngoài trời, đặc biệt là những bệ thờ lớn ở ngoài trời được sử dụng để cúng tế Trời Đất và các vị thần thiên nhiên. Cung (宮) vốn chỉ các cung điện hoàng gia nhưng sau đó cũng được dùng cho những đền chùa thờ các hiện thân của vị thần nguyên thủy hoặc các vị thần tối cao như Thiên Hậu Thánh mẫu.
Nơi thờ phụng tổ tiên được miêu tả bằng một nhóm từ khác: từ (祠) và tông từ (宗祠). Các từ này cũng được dùng cho đền chùa thờ các vị tiên. Tổ miếu  (祖廟) được dùng để chỉ nơi được xem là ngôi chùa đầu tiên thờ một vị thần nào đó và vì thế được xem là chính thống và thiêng nhất.
Từ "Đường" (堂), nghĩa là "gian nhà", ban đầu chỉ gian giữa của một tòa nhà thông thường, nhưng sau này đã được sử dụng trong ngữ cảnh tôn giáo để chỉ những nơi thờ cúng của các tông giáo tín ngưỡng dân gian. Sau đó, từ này cũng được bên Kitô giáo vay mượn. Còn "Quán" (觀) hay "Đạo quán" (道觀) lại được dùng để chỉ các địa điểm sinh hoạt, tu luyện của Đạo giáo.
Nham (岩) và động (洞) chỉ đền chùa được xây dựng trong hang động hoặc trên vách đá. Đình (亭) được dùng để chỉ các khu vực dành cho dân chúng trong một ngôi đền. Ngoài ra còn có thần từ (神祠), nghĩa là miếu thờ thần. Phủ (府), ban đầu có ý nghĩa là nơi ở của quan lại, cũng được sử dụng nhưng không phổ biến.
Đền chùa Trung Quốc được xây dựng theo các phong cách và bằng các vật liệu đặc trưng (gỗ và gạch) của kiến trúc Trung Hoa, và điều này vẫn được duy trì ở các đền chùa hiện đại. Tuy nhiên, từ đầu thế kỷ 20 và đặc biệt là từ giai đoạn phục hồi của tín ngưỡng dân gian vào đầu thế kỷ 21, đã xuất hiện nhiều phong cách kiến trúc mới, bao gồm việc sử dụng các vật liệu mới (đá, bê tông, thép không gỉ và kính) và sự kết hợp các hình dạng truyền thống của Trung Quốc với các phong cách phương Tây và yếu tố hiện đại mang tính xuyên quốc gia. Ví dụ cho điều này là những khu tổ hợp nghi lễ lớn ở Trung Quốc đại lục.

## Nhân khẩu học

### Trung Quốc đại lục và Đài Loan
Theo Yang và Hu (2012):
Tín ngưỡng dân gian Trung Quốc là một chủ đề đáng được nghiên cứu và tìm hiểu sâu hơn trong lĩnh vực nghiên cứu khoa học xã hội về tôn giáo. Không phải chỉ vì số lượng tín đồ đông gấp nhiều lần số người theo theo đạo Cơ Đốc và đạo Phật cộng lại, mà còn vì tín ngưỡng dân gian có thể giữ những chức năng xã hội và chính trị quan trọng đối với sự chuyển mình của Trung Quốc.

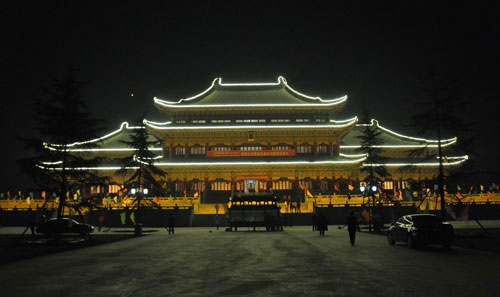
Sư Tổ Điện (師祖殿 Shīzǔdiàn) tại thánh địa (聖地 shèngdì) của tông giáo Mai Hoa ở Hình Đài, Hà Bắc.

Nghiên cứu của hai tác giả cho thấy 55,5% dân số Trung Quốc từ 15 tuổi trở lên, tương đương với 578 triệu người, tin tưởng và thực hành các tập quán tín ngưỡng dân gian, trong đó, 20% thực hành tín ngưỡng thờ cúng tổ tiên hoặc sùng bái thần linh trong cộng đồng, và phần còn lại thì thực hành các tập quán được Yang và Hu gọi là tín ngưỡng dân gian "cá nhân" như thờ Thần Tài. Các số liệu này không tính đến thành viên của các tông giáo tín ngưỡng dân gian. Cũng trong năm đó, Kenneth Dean ước tính rằng 680 triệu người Trung Quốc, hay 51% tổng dân số, tham gia sinh hoạt tín ngưỡng dân gian. Trong khi đó, 42,7% dân số Đài Loan từ 20 tuổi trở lên, tương đương với 16 triệu người, cho biết mình tin vào tín ngưỡng dân gian. Tuy vậy, việc thờ tổ tiên và thần linh vẫn xuất hiện ở cả tín đồ của các tôn giáo khác, hay 88% dân số còn lại. Theo cuộc điều tra dân số năm 2005 của Đài Loan, 33% dân số ở đây theo Đạo giáo.
Theo một cuộc khảo sát về đời sống tâm linh của người Trung Quốc được tiến hành bởi Trung tâm Tôn giáo và Xã hội Trung Quốc của Viện Đại học Purdue và xuất bản vào năm 2010, 754 triệu người (56,2% dân số) thực hành tín ngưỡng thờ tổ tiên, nhưng chỉ có 216 triệu người (16% dân số) "tin vào sự tồn tại" của tổ tiên. Cuộc điều tra này cũng cho thấy 173 triệu người (13% dân số) thực hành tín ngưỡng dân gian trên nền tảng Đạo giáo.
Theo một cuộc nghiên cứu được dự án Điều tra Gia đình Trung Quốc tiến hành vào năm 2012 và công bố vào năm 2014,, dựa trên cuộc khảo sát Xã hội Tổng hợp Trung Quốc được thực hiện trên các mẫu hàng chục nghìn người, chỉ có 12,6% dân số Trung Quốc là thành viên của năm tổ chức tôn giáo được chính phủ cấp phép. Trong phần còn lại của dân số, chỉ có 6,3% không theo tôn giáo nào, còn 81% còn lại, hay 1 tỉ người, sùng bái hoặc thờ phụng thần linh và tổ tiên theo các tập quán tín ngưỡng truyền thống phổ biến. Cũng theo cuộc khảo sát này, 2,2% dân số (≈30 triệu người) cho biết mình thuộc một hoặc nhiều tông phái tín ngưỡng dân gian. Trong khi đó, theo các báo cáo của chính phủ Trung Quốc thì số lượng thành viên của các tông phái này gần như bằng với tổng số lượng tín đồ của tất cả năm tôn giáo được chính phủ cấp phép (≈13% dân số hay ≈180 triệu người).

### Người Trung Quốc ở nước ngoài

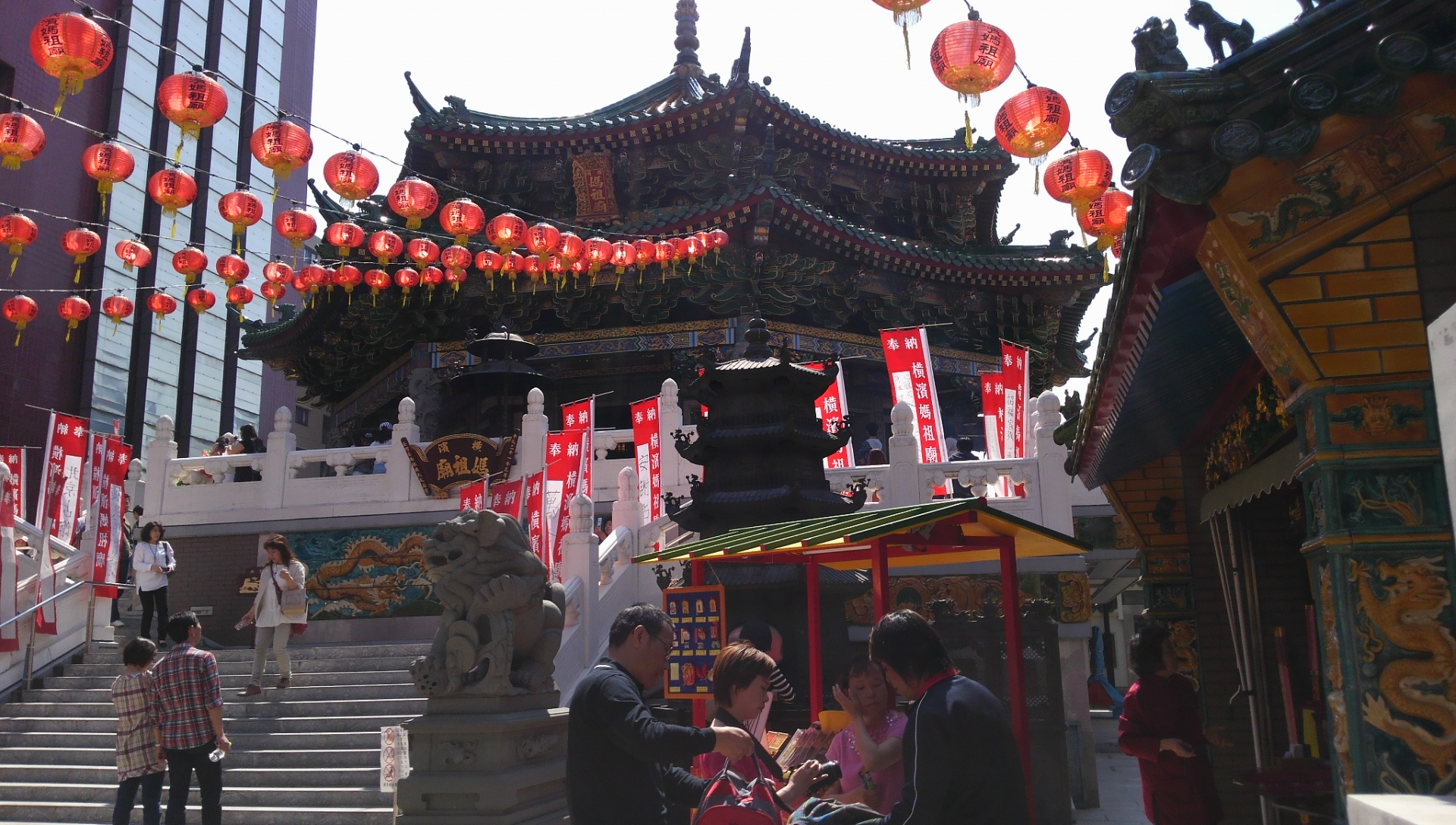
Miếu Ma Tổ ở Yokohama phục vụ người Hoa tại Nhật Bản.

Phần lớn các cộng đồng Hoa kiều vẫn duy trì tập quán tín ngưỡng dân gian Trung Quốc và thường có những điều chỉnh cho phù hợp với môi trường mà họ sống, bao gồm việc hình thành nên những giáo phái mới và kết hợp những yếu tố tâm linh địa phương. Vị thần quan trọng nhất đối với người Hoa ở Đông Nam Á là Ma Tổ, xuất phát từ việc phần lớn các cộng động này có nguồn gốc từ các tỉnh phía Đông Nam Trung Quốc, nơi vị nữ thần này rất được sùng bái. Một số tông phái tín ngưỡng dân gian đã lan truyền rộng rãi trong các cộng đồng người Hoa ở Đông Nam Á, mà nổi bật nhất là Đức giáo, Chân không đạo và Nhất quán đạo.

### Danh mục tài liệu
- Adler, Joseph (2005), "Chinese Religion: An Overview", trong Jones, Lindsay (biên tập), Encyclopedia of Religion, 2nd Ed., Detroit: Macmillan Reference USA, ISBN 978-0-02-865997-8, lưu trữ bản gốc ngày 14 tháng 12 năm 2015, truy cập ngày 5 tháng 12 năm 2015
- Adler, Joseph A. (2011). The Heritage of Non-Theistic Belief in China (PDF). (Conference paper) Toward a Reasonable World: The Heritage of Western Humanism, Skepticism, and Freethought. San Diego, CA. Lưu trữ (PDF) bản gốc ngày 9 tháng 10 năm 2022. Truy cập ngày 27 tháng 4 năm 2014.
- Cai, Zongqi (2004). Chinese Aesthetics: Ordering of Literature, the Arts, and the Universe in the Six Dynasties. University of Hawaii Press. ISBN 978-0824827915.
- Chamberlain, Jonathan (2009). Chinese Gods : An Introduction to Chinese Folk Religion. Hong Kong: Blacksmith Books. ISBN 9789881774217.
- Chan, Kim-Kwong (2005). "Religion in China in the Twenty-first Century: Some Scenarios". Religion, State & Society. 33 (2): 87–119. doi:10.1080/09637490500118570. S2CID 73530576.
- Chang, Ruth H. (2000). "Understanding Di and Tian: Deity and Heaven from Shang to Tang Dynasties". Sino-Platonic Papers (108). ISSN 2157-9679.
- Chau, Adam Yuet (2005a). Miraculous Response: Doing Popular Religion in Contemporary China. Stanford University Press. ISBN 9780804751605.
- —— (2005). "The Politics of Legitimation and the Revival of Popular Religion in Shaanbei, North-Central China" (PDF). Modern China. 31 (2): 236–278. doi:10.1177/0097700404274038. S2CID 144130739. Bản gốc (PDF) lưu trữ 30 tháng 12 2013.
- —— (2011). "Modalities of Doing Religion and Ritual Polytropy: Evaluating the Religious Market Model from the Perspective of Chinese Religious History". Religion. 41 (4): 457–568. doi:10.1080/0048721X.2011.624691. S2CID 146463577.
- —— (2013), "A Different Kind of Religious Diversity: Ritual Service Providers and Consumers in China", trong Schmidt-Leukel, Perry; Joachim Gentz (biên tập), Religious Diversity in Chinese Thought, New York: Palgrave-MacMillan, tr. 141–156, ISBN 9781137333193, lưu trữ bản gốc ngày 15 tháng 2 năm 2024, truy cập ngày 25 tháng 8 năm 2015
- Cheng, Manchao (1995). The Origin of Chinese Deities. Beijing: Foreign Languages Press. ISBN 978-7119000305.
- Clart, Philip (2014). Conceptualizations of "Popular Religion" in Recent Research in the People's Republic of China (PDF). International Symposium on Mazu and Chinese folk religion (tiếng Trung: 媽祖與華人民間信仰」國際研討會論文集). Boyang, Taipei. tr. 391–412. Lưu trữ (PDF) bản gốc ngày 23 tháng 5 năm 2015. Truy cập ngày 24 tháng 5 năm 2015.
- Clart, Philip (2003). "Confucius and the Mediums: Is There a "Popular Confucianism"?" (PDF). T'oung Pao. 89 (LXXXIX): 1–38. doi:10.1163/156853203322691301. Lưu trữ (PDF) bản gốc ngày 26 tháng 2 năm 2015. Truy cập ngày 8 tháng 5 năm 2015.
- Clart, Philip (1997). "The Phoenix and the Mother: The Interaction of Spirit Writing Cults and Popular Sects in Taiwan" (PDF). Journal of Chinese Religions. 25: 1–32. doi:10.1179/073776997805306959. Lưu trữ (PDF) bản gốc ngày 4 tháng 3 năm 2014. Truy cập ngày 17 tháng 8 năm 2016.
- Davis, Edward L. (2005). Encyclopedia of Contemporary Chinese Culture. Routledge. ISBN 978-0415241298.
- De Groot, J.J.M. (1892). The Religious System of China: Its Ancient Forms, Evolution, History and Present Aspect, Manners, Customs and Social Institutions Connected Therewith. Leiden, Netherlands: Brill. 6 volumes. Online at: Les classiques des sciences sociales, Université du Québec à Chicoutimi Lưu trữ ngày 9 tháng 1 năm 2009 tại Wayback Machine; Scribd: Vol. 1, Vol. 2 Lưu trữ ngày 17 tháng 8 năm 2016 tại Wayback Machine, Vol. 3 Lưu trữ ngày 17 tháng 8 năm 2016 tại Wayback Machine, Vol. 4 Lưu trữ ngày 17 tháng 8 năm 2016 tại Wayback Machine, Vol. 5 Lưu trữ ngày 17 tháng 8 năm 2016 tại Wayback Machine, Vol. 6 Lưu trữ ngày 17 tháng 8 năm 2016 tại Wayback Machine.
- Didier, John C. (2009). "In and Outside the Square: The Sky and the Power of Belief in Ancient China and the World, c. 4500 BC – AD 200". Sino-Platonic Papers (192). Volume I: The Ancient Eurasian World and the Celestial Pivot Lưu trữ ngày 23 tháng 3 năm 2022 tại Wayback Machine, Volume II: Representations and Identities of High Powers in Neolithic and Bronze China Lưu trữ ngày 18 tháng 3 năm 2022 tại Wayback Machine, Volume III: Terrestrial and Celestial Transformations in Zhou and Early-Imperial China Lưu trữ ngày 23 tháng 3 năm 2022 tại Wayback Machine.
- Do, Thien (2003). Vietnamese Supernaturalism: Views from the Southern Region. Anthropology of Asia. Routledge. ISBN 978-0415307994. Lưu trữ bản gốc ngày 15 tháng 2 năm 2024. Truy cập ngày 23 tháng 8 năm 2015.
- Fan, Lizhu; Chen, Na (2015). "The Religiousness of "Confucianism" and the Revival of Confucian Religion in China Today". Cultural Diversity in China. 1 (1): 27–43. doi:10.1515/cdc-2015-0005. ISSN 2353-7795.
- Fan, Lizhu; Chen, Na (2013). "The Revival of Indigenous Religion in China" (PDF). China Watch. Lưu trữ (PDF) bản gốc ngày 21 tháng 4 năm 2021. Truy cập ngày 30 tháng 12 năm 2013. Preprint from The Oxford Handbook of Religious Conversion, 2014. doi: 10.1093/oxfordhb/9780195338522.013.024
- Fowler, Jeanine D. (2005). An Introduction to the Philosophy and Religion of Taoism: Pathways to Immortality. Sussex Academic Press. ISBN 978-1845190866.[liên kết hỏng]
- Goossaert, Vincent; Palmer, David (2011). The Religious Question in Modern China. University of Chicago Press. ISBN 978-0226304168. Lưu trữ bản gốc ngày 15 tháng 2 năm 2024. Truy cập ngày 23 tháng 8 năm 2015.
- Gaenssbauer, Monika (2015). Popular Belief in Contemporary China: A Discourse Analysis. Projekt Verlag. ISBN 978-0226304168. Lưu trữ bản gốc ngày 15 tháng 2 năm 2024. Truy cập ngày 28 tháng 12 năm 2015.
- Jin, Ze (2005). Challenges and Choices Facing Folk Faith in China (PDF). Religion and Cultural Change in China. The Brookings Institution - Center for Northeast Asian Policy Studies, Washington: DC. Bản gốc (PDF) lưu trữ 24 tháng 9 2015.
- Jansen, Thomas (2012), "Sacred Texts", trong Nadeau, Randall L. (biên tập), The Wiley-Blackwell Companion to Chinese Religions, Wiley Blackwell Companions to Religion, quyển 82, John Wiley & Sons, ISBN 978-1444361971, lưu trữ bản gốc ngày 15 tháng 2 năm 2024, truy cập ngày 31 tháng 7 năm 2016
- Jones, Stephen (2013). In Search of the Folk Daoists of North China. Ashgate Publishing. ISBN 978-1409481300.
- Lagerwey, John; Kalinowski, Marc (2008). Early Chinese Religion: Part One: Shang Through Han (1250 BC-220 AD). Brill. ISBN 978-9004168350. Lưu trữ bản gốc ngày 15 tháng 2 năm 2024. Truy cập ngày 27 tháng 7 năm 2016.
- Law, Pui-Lam (2005). "The Revival of Folk Religion and Gender Relationships in Rural China: A Preliminary Observation". Asian Folklore Studies. 64: 89–109. Bản gốc lưu trữ ngày 22 tháng 4 năm 2014. Truy cập ngày 31 tháng 12 năm 2024.
- Li, Ganlang (2009). 台灣古建築圖解事典 . Taipei: 遠流出版社. tr. 47–49. ISBN 978-9573249573.
- Li, Lan (2016). Popular Religion in Modern China: The New Role of Nuo. Routledge. ISBN 978-1317077954. Lưu trữ bản gốc ngày 15 tháng 2 năm 2024. Truy cập ngày 7 tháng 8 năm 2016.
- Libbrecht, Ulrich (2007). Within the Four Seas...: Introduction to Comparative Philosophy. Peeters Publishers. ISBN 978-9042918122. Lưu trữ bản gốc ngày 15 tháng 2 năm 2024. Truy cập ngày 23 tháng 8 năm 2015.
- Little, Stephen; Eichman, Shawn (2000). Taoism and the Arts of China. University of California Press. ISBN 978-0520227859.
- Littlejohn, Ronnie (2010). Confucianism: An Introduction. I. B. Tauris. ISBN 978-1848851740. Lưu trữ bản gốc ngày 15 tháng 2 năm 2024. Truy cập ngày 23 tháng 8 năm 2015.
- Lü, Daji; Gong, Xuezeng (2014). Marxism and Religion. Religious Studies in Contemporary China. Brill. ISBN 978-9047428022. Lưu trữ bản gốc ngày 15 tháng 2 năm 2024. Truy cập ngày 23 tháng 8 năm 2015.
- Medhurst, Walter H. (1847). A Dissertation on the Theology of the Chinese, with a View to the Elucidation of the Most Appropriate Term for Expressing the Deity, in the Chinese Language. Mission Press. Original preserved at The British Library. Digitalised in 2014.
- Mou, Zhongjian (2012). Taoism. Brill. ISBN 978-9004174535. Lưu trữ bản gốc ngày 15 tháng 2 năm 2024. Truy cập ngày 23 tháng 8 năm 2015.
- Overmyer, Daniel L. (1986). Religions of China: The World as a Living System. New York: Harper & Row. ISBN 9781478609896. Lưu trữ bản gốc ngày 9 tháng 10 năm 2023. Truy cập ngày 9 tháng 8 năm 2015.
- Overmyer, Daniel L. (2009). Local Religion in North China in the Twentieth Century: The Structure and Organization of Community Rituals and Beliefs (PDF). Leiden; Boston: Brill. ISBN 9789047429364. Bản gốc (PDF) lưu trữ ngày 16 tháng 6 năm 2015. Truy cập ngày 24 tháng 5 năm 2015.
- Ownby, David (2008). "Sect and Secularism in Reading the Modern Chinese Religious Experience". Archives de sciences sociales des religions. 144 (144). doi:10.4000/assr.17633.
- Palmer, David A. (2011). "Chinese Redemptive Societies and Salvationist Religion: Historical Phenomenon or Sociological Category?" (PDF). Journal of Chinese Ritual, Theatre and Folklore. 172: 21–72. Lưu trữ (PDF) bản gốc ngày 4 tháng 5 năm 2014. Truy cập ngày 3 tháng 5 năm 2014.
- Paper, Jordan (1995). The Spirits are Drunk: Comparative Approaches to Chinese Religion. Albany, NY: State University of New York Press. ISBN 978-0791423158.
- Pregadio, Fabrizio (2013). The Encyclopedia of Taoism. Routledge. ISBN 978-1135796341. Lưu trữ bản gốc ngày 5 tháng 10 năm 2023. Truy cập ngày 23 tháng 8 năm 2015. Two volumes: 1) A-L; 2) L-Z.
- Pas, Julian F. (2014). Historical Dictionary of Taoism. Historical Dictionaries of Religions, Philosophies, and Movements. Albany, NY: Scarecrow Press. ASIN B00IZ9E7EI.
- Payette, Alex (tháng 2 năm 2016). "Local Confucian Revival in China: Ritual Teachings, 'Confucian' Learning and Cultural Resistance in Shandong". China Report. 52 (1): 1–18. doi:10.1177/0009445515613867. S2CID 147263039.
- Sautman, Barry (1997). "Myths of Descent, Racial Nationalism and Ethnic Minorities in the People's Republic of China". Trong Dikötter, Frank (biên tập). The Construction of Racial Identities in China and Japan: Historical and Contemporary Perspectives. Honolulu: University of Hawai'i Press. tr. 75–95. ISBN 9622094430.
- Shahar, Meir; Weller, Robert Paul (1996), Unruly Gods: Divinity and Society in China, University of Hawaii Press, ISBN 978-0190258146, lưu trữ bản gốc ngày 15 tháng 2 năm 2024, truy cập ngày 31 tháng 7 năm 2016
- Shi, Yilong 石奕龍 (2008). "Zhongguo Hanren zifadi zongjiao shijian: Shenxianjiao" 中国汉人自发的宗教实践 — 神仙教 [The Spontaneous Religious Practices of Han Chinese Peoples — Shenxianism]. 中南民族大学学报 — 人文社会科学版 (Journal of South-Central University for Nationalities (Humanities and Social Sciences)). 28 (3): 146–150. Bản gốc lưu trữ ngày 31 tháng 8 năm 2019.
- Shen, Qingsong; Shun, Kwong-loi (2007). Confucian Ethics in Retrospect and Prospect. Council for Research in Values & Philosophy. ISBN 978-1565182455.
- Sun, Xiaochun; Kistemaker, Jacob (1997). The Chinese Sky During the Han: Constellating Stars and Society. Brill. ISBN 978-9004107373. Lưu trữ bản gốc ngày 15 tháng 2 năm 2024. Truy cập ngày 23 tháng 8 năm 2015.
- Tan, Chee-Beng (1983). "Chinese Religion in Malaysia: A General View". Asian Folklore Studies. 42 (2): 217–252. doi:10.2307/1178483. JSTOR 1178483. Lưu trữ bản gốc ngày 8 tháng 4 năm 2022.
- Teiser, Stephen F. (1996), "The Spirits of Chinese Religion" (PDF), trong Donald S. Lopez Jr. (biên tập), Religions of China in Practice, Princeton, NJ: Princeton University Press, lưu trữ (PDF) bản gốc ngày 24 tháng 8 năm 2015, truy cập ngày 17 tháng 8 năm 2015, extracts at The Chinese Cosmos: Basic Concepts Lưu trữ ngày 10 tháng 5 năm 2014 tại Wayback Machine.
- Teiser, Stephen F. (1995). "Popular Religion". Journal of Asian Studies. 54 (2): 378–395. doi:10.2307/2058743. JSTOR 2058743. S2CID 156063450.
- * Tay, Wei Leong (2010). "Kang Youwei: The Martin Luther of Confucianism and His Vision of Confucian Modernity and Nation" (PDF). Trong Masashi, Haneda (biên tập). Secularization, Religion and the State. University of Tokyo Center for Philosophy. Lưu trữ (PDF) bản gốc ngày 10 tháng 10 năm 2022. Truy cập ngày 8 tháng 5 năm 2015.
- Wang, Mingming (2011). "A Drama of the Concepts of Religion: Reflecting on Some of the Issues of "Faith" in Contemporary China" (PDF). Asia Research Institute Working Paper Series (155): 27. Bản gốc (PDF) lưu trữ ngày 16 tháng 10 năm 2016.
- Wang, Robin R. (2004). Chinese Philosophy in an Era of Globalization. State University of New York Press. ISBN 978-0791460061. Lưu trữ bản gốc ngày 15 tháng 2 năm 2024. Truy cập ngày 23 tháng 8 năm 2015.
- Wu, Hsin-Chao (2014). Local Traditions, Community Building, and Cultural Adaptation in Reform Era Rural China (PDF) (PhD). Harvard University. Lưu trữ (PDF) bản gốc ngày 12 tháng 2 năm 2016. Truy cập ngày 17 tháng 1 năm 2016.
- Yang, Fenggang; Hu, Anning (2012). "Mapping Chinese Folk Religion in Mainland China and Taiwan". Journal for the Scientific Study of Religion. 51 (3): 505–521. doi:10.1111/j.1468-5906.2012.01660.x.
- Yang, Mayfair Mei-hui (2007), "Ritual Economy and Rural Capitalism with Chinese Characteristics", trong Held, David; Moore, Henrietta (biên tập), Cultural Politics in a Global Age: Uncertainty, Solidarity and Innovation, Oxford: Oneworld Publications, ISBN 978-1851685509. Available online.
- Yang, C. K. (1961). Religion in Chinese Society; a Study of Contemporary Social Functions of Religion and Some of Their Historical Factors. Berkeley: University of California Press. ISBN 9780520013711. Lưu trữ bản gốc ngày 15 tháng 2 năm 2024. Truy cập ngày 7 tháng 11 năm 2015.
- Yao, Xinzhong (2010). Chinese Religion: A Contextual Approach. London: A&C Black. ISBN 9781847064752. Lưu trữ bản gốc ngày 15 tháng 2 năm 2024. Truy cập ngày 19 tháng 8 năm 2015.
- Zavidovskaya, Ekaterina A. (2012). "Deserving Divine Protection: Religious Life in Contemporary Rural Shanxi and Shaanxi Provinces". St. Petersburg Annual of Asian and African Studies. I: 179–197. Lưu trữ bản gốc ngày 8 tháng 4 năm 2022. Truy cập ngày 2 tháng 11 năm 2017.
- Zhao, Dunhua (2012), "The Chinese Path to Polytheism", trong Wang, Robin R. (biên tập), Chinese Philosophy in an Era of Globalization, State University of New York Press, ISBN 978-0791485507
- Zhou, Jixu (2005). "Old Chinese "*tees" and Proto-Indo-European "*deus": Similarity in Religious Ideas and a Common Source in Linguistics" (PDF). Sino-Platonic Papers (167). Lưu trữ (PDF) bản gốc ngày 24 tháng 9 năm 2015. Truy cập ngày 28 tháng 6 năm 2015.

Bài báo
- Fenggang Yang. Stand still and watch Lưu trữ ngày 6 tháng 1 năm 2014 tại Wayback Machine. In The state of religion in China. The Immanent Frame, 2013.
- Prasenjit Duara. Chinese religions in comparative historical perspective Lưu trữ ngày 17 tháng 1 năm 2014 tại Wayback Machine. In The state of religion in China. The Immanent Frame, 2013.
- Richard Madsen. Secular belief, religious belonging Lưu trữ ngày 30 tháng 10 năm 2013 tại Wayback Machine. In The state of religion in China. The Immanent Frame, 2013.
- Nathan Schneider. The future of China's past: An interview with Mayfair Yang Lưu trữ ngày 6 tháng 1 năm 2014 tại Wayback Machine. The Immanent Frame, 2010.